# ان‌تراب
ان‌تراب یک روستا در ایران است که در شهرستان بردسیر واقع شده‌است.